# Dreisbachia amurensis
Dreisbachia amurensis là một loài tò vò trong họ Ichneumonidae.